# Castromonte
Castromonte è un comune spagnolo di 401 abitanti situato nella comunità autonoma di Castiglia e León.